# Liste der Monuments historiques in Brotte-lès-Ray
Die Liste der Monuments historiques in Brotte-lès-Ray führt die Monuments historiques in der französischen Gemeinde Brotte-lès-Ray auf.

## Liste der Objekte
| Bezeichnung    | Beschreibung                                | Standort                                     | Kennzeichnung | Schutzstatus | Datum | Bild |
| -------------- | ------------------------------------------- | -------------------------------------------- | ------------- | ------------ | ----- | ---- |
| Wandtabernakel | Stein, Holz, Schmiedeeisen, 16. Jahrhundert | in der Kapelle St-Joachim-et-Ste-Anne (Lage) | PM70002174    | Inscrit      | 1993  |      |
| Glocke         | Bronze, 1778 gegossen                       | in der Kapelle St-Joachim-et-Ste-Anne (Lage) | PM70000184    | Classé       | 1942  |      |